# Valle Pesio
La Valle Pesio si trova in Piemonte, nella Provincia di Cuneo. Prende il nome dal fiume Pesio che la percorre per tutta la sua lunghezza. Appartiene al comune di Chiusa di Pesio.

## Principali montagne
La valle è contornata principalmente dalle seguenti montagne:
- Punta Marguareis - 2.651 m
- Cima della Fascia - 2.495 m
- Bric Costa Rossa - 2.404 m
- Cima Cars - 2.218 m
- Punta Mirauda - 2.157 m

## Luoghi di interesse
- Certosa di Pesio, fondata nel 1173 dai certosini[1]
- Sorgenti del Pis, dove nasce il torrente Pesio con una spettacolare cascata, sono un perfetto esempio di sorgente di troppo pieno, idrogeologicamente molto interessante.
- Monte Cavanero, allo sbocco della vallata sulla pianura, conserva i resti del Castello Mirabello e le vestigia di un insediamento protostorico.[2]